# News Corporation
La News Corporation (Corporació de Notícies) o News Corp (NASDAQ: NWSA
, LSE NCRA) és una de les empreses de comunicació més grans del món. Cotitza a la Borsa de Nova York, a la Borsa d'Austràlia i, de manera secundària a la Borsa de Londres. La seu central és a la Sisena Avinguda de Nova York. Els ingressos anuals, a 30 de juny de 2005, voltaven els 23.858 milions de dòlars. Gairebé el 70% d'aquests es recapten als EUA.
El seu president és Rupert Murdoch i compta amb la presència de José María Aznar en el seu Consell de Direcció.